# 론 클레인
론 클레인 (Ronald A. Klain, 1961년 8월 8일 ~ )은 미국의 정치 컨설턴트, 공무원 및 변호사이다. 민주당원인 그는 두 명의 미국 부통령 앨 고어 (1995-1999)와 조 바이든 (2009-2011)의 비서실장을 역임했다. 미국에서 에볼라 바이러스 사례가 보고 된 후 2014년 말에 버락 오바마에 의해 백악관 에볼라 대응팀 수장으로 임명되어 2015년 초까지 근무했다.
2020년 초, 클레인은 수석 참모로 바이든의 대선 캠페인에 참여했다. 11월 11일, 그가 차기 대통령인 조 바이든의 비서실장으로 직무를 수행할 것이라고 발표되었다.